# Disa bifida
Disa bifida là một loài thực vật có hoa trong họ Lan. Loài này được (Thunb.) Sw. mô tả khoa học đầu tiên năm 1800.